# 小行星2227
小行星2227（2227 Otto Struve）是一颗围绕太阳公转的小行星。1955年9月13日，印第安纳大学在摩根县发现了此天体。
該小行星以俄裔美國天文學家奧托·斯特魯維命名。
这颗小行星的绝对星等为253.9124875456854等。